# 圣热拉克
圣热拉克（法語：Saint-Geyrac，法語發音：[sɛ̃ ʒeʁak]）是法国多尔多涅省的一个市镇，属于佩里格区。

## 地理
圣热拉克（45°5'17"N, 0°54'52"E）面积17.1 平方千米，位于法国新阿基坦大区多爾多涅省，该省份为法国西南部内陆省份，是法國本土面积第三大的省，大致对应佩里戈尔地区，北起顺时针与夏朗德省、上维埃纳省、科雷兹省、洛特省、洛特-加龙省、吉倫特省和滨海夏朗德省接壤。
与圣热拉克接壤的市镇（或旧市镇、城区）包括：圣克雷潘多布罗什、巴西亚克和欧布罗什、鲁菲尼亚克-圣塞尔南德雷亚克、圣费利克斯德雷亚克和莫特马尔、拉杜兹、圣皮埃尔-德希尼亚克。

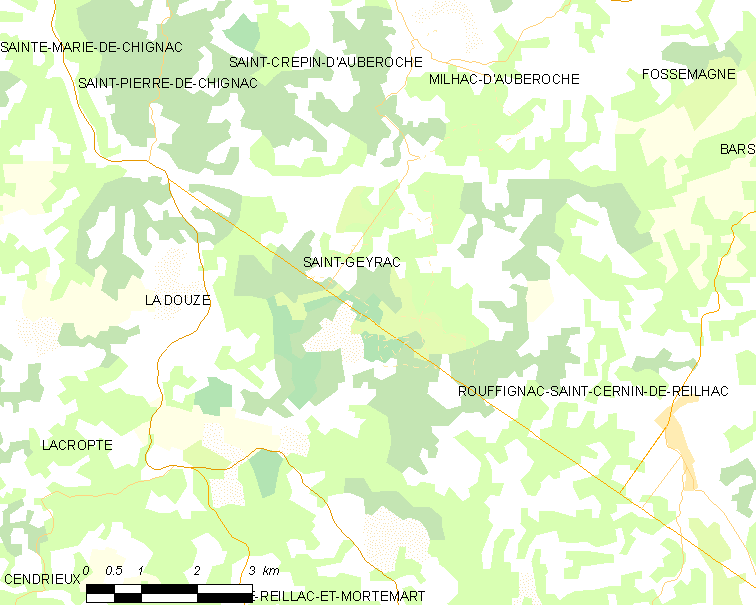
圣热拉克的OSM定位图

圣热拉克的时区为UTC+01:00、UTC+02:00（夏令时）。

## 行政
圣热拉克的邮政编码为24330，INSEE市镇编码为24421。

## 政治
圣热拉克所属的省级选区为伊勒-马努瓦尔县。

## 人口

1962-2008年间圣热拉克人口变化图示

圣热拉克于2022年1月1日时的人口数量为192人。